# Pierre Trudeau
Joseph Philippe Pierre Yves Elliott Trudeau PC CC CH QC FRSC (také známý jako Pierre Trudeau nebo Pierre Elliott Trudeau) (18. října 1919 – 28. září 2000), byl patnáctým kanadským ministerským předsedou od 20. dubna 1968 do 4. června 1979, a poté od 3. března 1980 do 30. června 1984. Byl členem Liberální strany Kanady a prvním kanadským ministerským předsedou narozeným ve 20. století.
Pierre Trudeau byl charizmatickou postavou, jež – od pozdních 60. let až do poloviny let osmdesátých – dominovala kanadské politické scéně a vyvolávala vášnivé reakce. „Jeho odkaz s námi zůstává i nadále,“ napsali Trudeauovi životopisci Christina McCall a Stephen Clarkson v roce 1990. Obdivovatelé vyzdvihují sílu Trudeauova intelektu a přiznávají mu politickou prozíravost v procesu zachování národní jednoty. Rovněž oceňují jeho práci na zakotvení Kanadské listiny základních práv a svobod do kanadské ústavy. Kritické hlasy pak Trudeaua obviňují z chabé úrovně administrativních praktik, arogance a nedostatku porozumění pro potřeby území Kanady mimo Québec. Nesporným faktem však zůstává, že se Pierre Trudeau stal jedinečnou osobností, jež se zasloužila o obnovu Kanady a kanadského postavení ve světě.
Trudeau stál v čele kanadské vlády v jednom z nejbouřlivějších období v historii země a často se stával zdrojem kontroverzí. Byl znám okázalým způsobem života, na veřejnosti se ukazoval s celebritami, čas od času se dostavil v sandálech do Dolní sněmovny, kde byl dokonce při jiné příležitosti obviněn z nevhodného chování během právě probíhající debaty. Jedním z jeho nejkontroverznějších faux pas bylo vystřihnutí piruety přímo za zády královny Alžběty II.

## Mládí a počátek kariéry
Narodil se v Montrealu. Jeho otec Charles Trudeau byl zámožným kanadsko-francouzským obchodníkem a právníkem, matka Grace Elliott byla francouzského a kanadsko-skotského původu. Trudeau navštěvoval prestižní Collège Jean-de-Brébeuf (soukromou frankofonní římskokatolickou školu), kde se poprvé setkal s myšlenkami klerikálního fašismu a quebeckého nacionalismu. Podle názoru dlouholetého přítele a kolegy Marca Lalonda byly klerikálními myšlenkami ovlivněné režimy António de Oliveiry Salazara v Portugalsku a Francisca Franca ve Španělsku, společně s režimem maršála Pétaina ve Vichy, považovány mnohými mladými intelektuály z quebeckých jezuitských škol za ideální státní zřízení. Lalonde tvrdí, že Trudeaův pozdější myšlenkový vývoj a přerod do role „intelektuálního rebela, antielitářského bojovníka za práva odborů a příznivce svobody vyznání“ se udál především díky zkušenostem, jež Trudeau načerpal poté, co opustil Quebec a odjel studovat do USA, Francie a Anglie. Trudeau hodně cestoval a právě zážitky a zkušenosti z těchto cest mu napomohly k odpoutání se od jezuitských myšlenek a přiměly jej ke studiu nejen prací francouzských filosofů Jacquesa Maritaina a Emmanuela Mouniera, ale rovněž ke studiu myšlenek Johna Locka a Davida Huma.
Trudeau získal v roce 1943 právnický titul na univerzitě v Montrealu; následoval titul z politické ekonomie na Harvardu. Během studií v Montrealu byl Trudeau na základě mobilizačního zákona povolán do kanadské armády. Připojil se ke Canadian Officers Training Corps a společně s dalšími branci sloužil na kanadském území. Povolaní civilisté nebyli povinni sloužit v zámoří až do konskripční krize, jež nastala na konci roku 1944. Trudeau byl dle vlastních slov ochoten zapojit se do válečných akcí v zámoří, ale zároveň věřil, že takové jednání by znamenalo otočit se zády ke snahám občanů Quebecu. Trudeau totiž tvrdil, že vláda Williama Lyona Mackenzie Kinga právě tuto skupinu lidí podváděla a utiskovala. Ve svých „Pamětech“ z roku 1993 Trudeau přemítá nad válkou a nad svým odmítavým postojem ke konskripci: „Takže probíhala válka, jo? Drsný... ovšem pokud jste zrovna byli francouzským Kanaďanem v Montrealu 40. let, nebylo pro vás samozřejmé věřit v názor, že ta válka je spravedlivá... spíš jsme tu válku považovali za jakési vyrovnávání si účtů mezi supervelmocemi.“
V doplňovacích volbách v roce 1942 v okrsku Outremont vedl kampaň na podporu quebeckého kandidáta Jeana Drapeaua bojujícího proti konskripci. Posléze byl Trudeau vyloučen z armády pro nedostatek disciplíny. Po válce navštěvoval Harvard, v letech 1946–7 Institut d'études politiques de Paris a následující rok strávil na London School of Economics.
Od 40. let až do poloviny let šedesátých Trudeau pobýval zejména v Montrealu a byl mnohými považován za intelektuála. V roce 1949 se například stal aktivním účastníkem a stoupencem dělníků v tzv. Azbestové stávce. V roce 1956 následně editoval knihu s názvem „Azbestová stávka“ (La gréve de l'amiante), jež stávku interpretovala jako klíčovou událost v historii Quebecu, označující počátek vzdoru a odboje vůči konzervativnímu frankofonnímu klerikálnímu establishmentu a vůči anglofonní vyšší vrstvě, jež dlouho dobu ovládaly provincii. Během 50. let byl Trudeau jakožto zakladatel a redaktor Cité Libre (disidentských novin, jenž pomohly poskytnout intelektuální podklad pro tzv. Tichou revoluci) vedoucím představitelem opozice vůči represivní vládě premiéra Quebecu Maurice Duplessise.
Ve 40. letech Trudeaua silně ovlivnila marxistická ideologie. Ačkoli sám sebe označoval za socialistu, nikdy skutečně nepodporoval sociálně-demokratickou stranu Co-operative Commonwealth Federation, která se později přejmenovala na stranu Nové demokracie. Argumentem pro jeho skeptický postoj k této straně byly převažující názory ve straně ohledně budoucnosti provincie Quebec. V letech 1949 až 1951 Trudeau krátce pracoval jako poradce pro hospodářskou politiku ve Státní radě Liberálního premiéra Louise St. Laurenta. V průběhu 50. let byl Spojenými státy americkými zařazen na černou listinu a byl mu odepřen vstup do země. Důvodem se stala Trudeauova návštěva na konferenci v Moskvě (kde byl zatčen za házení sněhových koulí na sochu Stalina) a rovněž jeho příspěvky do několika levicových publikací. Trudeau se později proti zákazu odvolal a dosáhl jeho zrušení.
Během let 1961 až 1965 působil jako hostující profesor práva na univerzitě v Montrealu a právě v této době se u Trudeaua odehrál významný myšlenkový posun: od quebeckého nacionalismu směrem k liberálnímu náhledu na přednost práv jednotlivce vůči právu státu. Co se týká ekonomických názorů, Trudeau byl během svých studií na Harvardu ovlivněn zejména pracemi Josepha Schumpetera a Johna Kennetha Galbraitha. Trudeau kritizoval Liberální stranu vedenou Lesterem B. Pearsonem za podporu návrhu na vybavení balistických střel Bormac v Kanadě jadernými hlavicemi. Navzdory svému přesvědčení Trudeau nakonec do strany vstoupil spolu se svými dvěma přáteli Gérardem Pelletierem a Jeanem Marchandem. Tito „tři moudří“ se pak ve stejném roce úspěšně ucházeli o parlamentní posty za Liberální stranu. Sám Trudeau byl zvolen v tradičním Liberálním okrsku Mount Royal v západním Montrealu, kde dříve kandidoval Alan Macnaughton, Speaker Dolní sněmovny v Ottawě. Poslanecké křeslo za okrsek Mount Royal si Trudeau následně držel po dalších téměř 20 let. V roce 1967 byl vybrán na post ministra spravedlnosti v kanadském vládním kabinetu Lestera Pearsona.

## Ministr spravedlnosti a kandidát na post předsedy strany
Ve funkci ministra spravedlnosti se Trudeauovi podařilo z kanadského trestního zákoníku odstranit zákony zakazující homosexualitu. Při té příležitosti poznamenal, že „postoj, který v této otázce zastává je takový, že stát nemá v ložnicích občanů co dělat.“ Trudeau rovněž liberalizoval zákony týkající se rozvodů a dostal se do sporu s quebeckým premiérem Danielem Johnsonem ohledně projednávání změn v ústavě.
V roce 1967, tj. ve stém roce kanadské státnosti, oznámil premiér Pearson úmysl vzdát se premiérského křesla. Blízcí přátelé a někteří členové strany následně přesvědčili Trudeaua, aby se ucházel o uvolněné místo partajního předsedy. Jeho dynamická kampaň si získala pozornost médií a inspirovala mladou generaci, jež Trudeaua vnímala jako zosobnění výměny generací. Těsně před volebním sjezdem strany měl Trudeau navrch a byl také jasným favoritem kanadské veřejnosti. Mezi některými kolegy v Liberální straně však o jeho osobě stále panovaly obavy a nejistota. Do strany vstoupil teprve v roce 1965, a tak byl považován za outsidera a zároveň za člověka stojícího stále ještě mimo stranu. Rovněž byl považován za příliš radikálního a přímočarého politika. Navíc některé z jeho názorů – např. v otázce rozvodů, potratů, či homosexuality – byly v protikladu s názorem konzervativního křídla Liberální strany. I přesto přese všechno byl Trudeau na dubnovém sjezdu strany v roce 1968 zvolen za předsedu strany. Zvolit se jej povedlo ve čtvrtém kole, přičemž získal podporu 51 % volitelů a porazil tak prominentní, zasloužilé členy strany, jako např. Paula Martina, Roberta Winterse nebo Paula Hellyera. O dva týdny později, dne 20. dubna, Trudeau složil přísahu a stal se předsedou Liberální strany a kanadským ministerským předsedou.

## Ministerský předseda
Trudeau již brzy po nástupu do funkce vyhlásil nové volby, a to na 25. června 1968. Celá volební kampaň Liberální strany čerpala zejména z nevídané vlny popularity ministerského předsedy u kanadské veřejnosti; tzv. Trudeaumanie.
Termín trudeaumanie poprvé použil kanadský novinář Lubor J. Zink
Téměř ikonickým symbolem této mánie, kdy Trudeaua při všech možných příležitostech obklopovaly davy mladých obdivovatelů a obdivovatelek, byl okamžik na konci volební kampaně, který ve svém důsledku výrazně přispěl k výsledkům voleb v roce 1968. Trudea navštívil výroční průvod v Montrealu na oslavu Dne sv. Jeana-Baptista, při němž quebečtí separatisté začali házet kameny a láhve na hlavní tribunu, kde Trudeau právě seděl. Místo aby uposlechl naléhání svých kolegů a schoval se do bezpečí, Trudeau zůstal bez sebemenší známky strachu sedět na svém místě a čelil výtržníkům. Právě tento obraz mladého politika prokazujícího nevídanou odvahu zaimponoval kanadským občanům, kteří další den pomohli svými hlasy k drtivému volebnímu vítězství Liberální strany.
Z pozice kanadského premiéra se Trudeau hlásil k modelu zastupitelské demokracie, jehož prostřednictvím se měla kanadská společnost stát spravedlivou a rovnostářštější. Heslo „spravedlivá společnost“ (z anglického Just Society) se stalo hlavním mottem Trudeaovy vlády. Důrazně obhajoval nově zavedenou všeobecnou zdravotní péči a programy regionálního rozvoje jakožto prostředky, jimiž měla Kanada dosáhnout spravedlivé společnosti.

## Říjnová krize
Během Říjnové krize (z angl. October Crisis) v roce 1970 unesla 5. října Fronta pro osvobození Quebecu (Front de libération du Québec; FLQ) britského obchodního radu Jamese Crosse z jeho rezidence. O pět dní později byl unesen a následně 17. října zavražděn také ministr práce v quebecké vládě, Pierre Laporte. Trudeau na únosy reagoval vyhlášením stanného práva, jenž poskytl federální vládě rozsáhlé možnosti zatýkat a věznit občany bez předchozího odsouzení. I přesto, že je tato reakce dodnes považována za kontroverzní a některé z význačných osobností kanadského politického života ji označili za nepřiměřenou, veřejnost proti zákrokům policie protestovala jen minimálně. Trudeau se na veřejnosti během krize projevoval důrazně a konzistentně a na otázku kam až je ochoten zajít, aby teroristy zastavil, odpověděl: „Sledujte a uvidíte“ (angl. Just Watch Me). Pětice teroristů z FLQ byla výměnou za vydání Jamese Crosse letecky dopravena na Kubu, ale během následujících let byli všichni, kdo se na únosech a vraždě podíleli, zatčeni a odsouzeni.
První roky Trudeauovy vlády se staly památnými především díky oficiálnímu uzákonění bilingvismu (dvojjazyčnosti) v Kanadě. Nový zákon nařizoval, aby byly veškeré služby na federálních úřadech poskytovány jak v angličtině, tak ve francouzštině. Na území anglofonní Kanady zákon vzbudil kritické reakce, ale Trudeau jej dlouho považoval za jeden ze svých hlavních úkolů, a tak byl zákon nakonec prohlasován v parlamentu a následně úspěšně realizován.
Trudeau se stal prvním světovým státníkem, který souhlasil se setkáním s Johnem Lennonem a jeho ženou Yoko Ono během jejich světového turné za světový mír. Poté, co s Trudeauem hovořil asi 50 minut, se Lennon o kanadském premiérovi vyjádřil jako o „krásném člověku.“ Rovněž poznamenal, že „kdyby byly všichni politici jako Pierre Trudeau, na světě by zavládl světový mír.“
Čtvrtého března 1971 se Trudeau oženil s dvaadvacetiletou, a tedy o třicet let mladší, Margaret Sinclairovou. Později se s ní rozvedl.
Co se týká mezinárodních vztahů, Trudeau byl odhodlán udržet zemi v NATO, ale zároveň často sledoval vlastní, na ostatních velmocech nezávislou, zahraniční politiku. K velké nevoli amerického prezidenta Richarda Nixona a jeho ministra zahraničí Henryho Kissingera Trudeau obnovil diplomatické vztahy s Čínou a dokonce oficiálně navštívil Peking ještě dříve, než obdobnou návštěvu vykonal americký prezident v rámci tzv. politiky détente. O Trudeauovi se rovněž vědělo, že se přátelí s kubánským diktátorem Fidelem Castrem. V roce 1974 jeden nájemný vrah prohlásil, že si jej členové newyorské mafie najali na vraždu Trudeaua z toho důvodu, aby následně mohli na premiérův pohřeb vylákat Castra, kterého tam plánovali zabít. Z příprav atentátu však zjevně nakonec sešlo.
Ve volbách do federálního parlamentu v roce 1972 získala Liberální strana méně hlasů než ve volbách minulých, a byla nucena vytvořit menšinovou vládu. Opozici vytvořila strana Nová demokracie. Tato menšinová vláda se politickými záměry a následnými kroky posunula více doleva; příkladem posunu doleva budiž vznik státního podniku Petro-Canada.
V květnu 1974 však vyslovila Dolní sněmovna vládě Pierra Trudeau nedůvěru, a tak se musely konat předčasné volby. Liberálové tentokrát zvítězili s mnohem větším počtem mandátů a získali 141 z celkových 264 křesel. V září 1975 však odstoupil ministr financí John Turner a v říjnu stejného roku byl Trudeau donucen kvůli ropným šokům a následné ekonomické krizi zmrazit mzdy a ceny. Krok to byl o to zvláštnější, že během volební kampaně předchozího roku se premiér podobným praktikám vysmíval a kategoricky je odmítal.
Trudeauovo chování vyvolávalo v mnoha lidech přesvědčení, že je kanadský premiér republikán (ve filosoficko-politickém smyslu slova) a spisovatel Paul Joseph James Martin dokonce tvrdil, že samotná královna Alžběta II byla znepokojena a pro Trudeauovo chování „neměla pochopení.“ Příčinou takovýchto zvěstí mohla být Trudeauova neúcta ke královským symbolům, jeho nepřístojné chování v královnině přítomnosti (například sjíždění zábradlí v Buckinghamském paláci) či legendární pirueta za královninými zády v roce 1977. Dalším do očí bijícím momentem, kdy Trudeau nedodržel diplomatický protokol, byla dovolená s rodinou v Maroku právě v době, kdy královna navštívila Kanadu. Na druhou stranu byl Trudeau nařčen také z podpory monarchismu a z oportunismu, když během období klesající popularity vlády poslal královně pozvánku na setkání hlav států Commonwealthu, jež se na kanadské půdě konalo poprvé. Pozvánka a její přijetí odstartovaly tradici královniny přítomnosti na konferencích Commonwealthu, ať už se tyto konaly kdekoli. Poté, v roce 1976, vyslechl naléhání tehdejšího quebeckého premiéra Roberta Bourassy, aby královnu pozval na letní olympijské hry do Montrealu. Bourassa však krátce nato začal být nervózní kvůli pobouření, které by královnino pozvání mohlo vyvolat, a kanadského premiéra si tak rozhněval. Trudeau se v roce 1967, tehdy ještě jako ministr spravedlnosti, krátce vyjádřil na adresu britské monarchie: „Pro zbavení se monarchie bych neudělal ani ň [...] vlastně jsem toho názoru, že celkově lze říct, že monarchie pro Kanadu vykonala více dobrého nežli zlého.“ Nakonec toho ve vztahu k britské monarchii a její roli v Kanadě udělal mnohem víc, než kterýkoli jiný politik před ním, když v roce 1982 zorganizoval přijetí nové kanadské Ústavy a jasně tak stanovil roli monarchie na kanadském území.
Neustále se zhoršující stav ekonomiky, narůstající vládní dluh a přibývající nevole veřejnosti vůči Trudeauově aroganci způsobila prudký propad volebních preferencí pro Liberální stranu, a i přesto, že se premiér snažil vyhlášení nových voleb odkládat co nejdéle, nakonec musel ohlásit konání nových voleb na rok 1979.

## Porážka a opozice
Ve federálních volbách v roce 1979 prohrála Trudeauova strana se stranou Progresivních konzervativců, kteří pod vedením Joe Clarka následně vytvořili menšinovou vládu. Trudeau oznámil svůj úmysl vzdát se postu předsedy strany, ale dříve než mohl proběhnout volební kongres Liberální strany, se Clarkově straně nepodařilo udržet vládu a v Dolní sněmovně jí byla jen po pár týdnech u moci vyslovena nedůvěra. Liberální straně se podařilo přesvědčit Trudeaua, aby zůstal v čele strany a vedl ji do předčasných voleb. Ve volbách v roce 1980 Trudeau Clarka porazil a znovu utvořil většinovou vládu Liberální strany.

## Návrat k moci
Vítězství Liberální strany ve volbách roku 1980 ukázalo výrazné politické a zeměpisné rozštěpení země. Trudeauově straně se nepodařilo získat byť jediný mandát západně od (zeměpisně centrální) provincie Manitoba. Trudeau proto musel do vlády dosadit i senátory z vlastní strany, aby mohl dostát závazku, že budou ve vládě zastoupeny všechny kanadské regiony. Následné představení Národního energetického programu (NEP) zvedlo vlnu odporu v západních provinciích (Saskatchewan, Alberta a Britská Kolumbie) a ještě tak zhoršilo situaci nazývanou jako „odcizení se Západu“ (z anglického Western alienation). Reputaci hospodářské politiky Trudeauovy vlády pak nepřidala ani série několika napjatých rozpočtů z počátku 80. let.
Během závěrečného období Trudeauovy vlády se udály ještě dvě historicky významné události. První z nich byl neúspěch referenda o nezávislosti Quebeku v roce 1980, vyvolaného vládou vedenou René Levesquem a jeho Stranou Quebeku. V debatách mezi Trudeauem a Levesquem byli Kanaďané svědky souboje dvou nesmírně bystrých bilingvních řečníků, jenž, i přes ostré střety názorů, zůstávali angažovaní v demokratických politických procesech. Trudeau přislíbil dodatek k Ústavě, pakliže se quebečtí občané vyjádří pro suverenitu provincie. Referendum nakonec skončilo výsledkem 60 % ku 40 % ve prospěch setrvání Quebeku v kanadském federativním systému.
Trudeau se o změnu Ústavy pokoušel již dříve, ale vždy se setkal s jednotným odporem premiérů z provincií v otázce formulace ústavního dodatku. Poté, co pohrozil, že pojede do Londýna o Ústavě vyjednávat sám, jej rozhodnutí Ústavního soudu přimělo k ještě jednomu jednání s premiéry z kanadských provincií. Trudeau se dokázal dohodnout s devíti premiéry z deseti – jedinou výjimku představoval René Levesque. V budoucnosti se pak nesouhlas Quebeku a Levesqueovy vlády se změnou ústavy stal zdrojem napětí a hořkosti ve vztazích mezi quebeckou a federální vládou. I přes quebecký nesouhlas byl však dodatek k ústavě prosazen a královna Alžběta II jej podepsala 17. dubna 1982. Ve svých pamětech Trudeau prosazení ústavního dodatku komentoval slovy: „Vždy jsem tvrdil, že se nám vlastně nakonec povedlo Ústavu změnit díky třem ženám. Bylo to díky královně, která jí byla příznivě nakloněna, Margaret Thatcherové, která byla ochotna udělat vše, o co ji náš parlament požádal a v neposlední řadě díky Jean Casselman Waddsové, která při obhajobě kanadských zájmů v Londýně odvedla skvělou práci [...] Královna souhlasila s mým záměrem upravit Ústavu. Nikdy na mě nezapůsobila svým vždy vznešeným vystupováním na veřejnosti tak, jako na mě zapůsobila její moudrost, již projevovala v privátních rozpravách.“
Veřejná podpora Trudeaua a jeho vlády se od vzestupu po přijetí ústavního dodatku v roce 1982 strmě propadala a počátkem roku 1984 průzkumy ukázaly, že pokud Trudeau zůstane v čele země, Liberálové zřejmě volby jednoznačně prohrají. Dvacátého devátého února večer se Trudeau po návratu z „dlouhé procházky zasněženým městem“ rozhodl odstoupit a ukončit tak téměř patnáct let trvající období v pozici kanadského ministerského předsedy. Formálně odstoupil 30. června 1984.

## Poslední roky kariéry a života
Krátce po odchodu z politiky se Trudeau stal právníkem v montrealské právnické firmě Heenan Blaikie. I přesto, že se jen zřídkakdy vyjadřoval k politickým záležitostem země, jeho občasné zásahy do různých veřejných debat měly nesmírný vliv a dopad na veřejné mínění. Trudeau psal a veřejně vystupoval proti Dohodě z Meech Lake a Dohodě z Charlottetown – novým dodatkům k Ústavě. Argumentem proti bylo možné oslabení federalistické struktury země a také Listiny základních práv a svobod při případném přijetí těchto dodatků. Právě Trudeaův názor se stal klíčovým faktorem při rozhodování o přijetí těchto dvou dodatků. Ani jeden z nich nakonec nebyl schválen.
Ozýval se rovněž proti Jacquesu Parizeauovi a jeho Straně Quebeku, tentokrát však s podstatně menším úspěchem. Během posledních let života se Trudeau sice těšil široké podpoře a oblibě u kanadské veřejnosti, ale jak v Quebeku, tak v západních provinciích, byla Trudeauova osoba vnímána poměrně negativně, a to zejména kvůli ústavnímu dodatku z roku 1982. Trudeau i nadále zůstával aktivní v zahraničních záležitostech: navštěvoval světové státníky a byl členem různých mezinárodních společností, jako např. Římského klubu.
V posledních letech života Trudeau trpěl Parkinsonovou chorobou a rakovinou prostaty a byl tak nucen zmírnit svoje aktivity ve veřejném životě. I nadále však pokračoval v profesi právníka, a to téměř až do své smrti. Další ranou osudu se pro Trudeaua stala smrt nejmladšího syna, Michaela Trudeaua, jenž zahynul pod lavinou v listopadu 1998.

### Smrt
Pierre Elliott Trudeau zemřel 28. září 2000; pohřben byl do rodinné hrobky na hřbitově St-Remi-de-Napierville v Quebecu. Jeho tělo bylo na pár dní vystaveno, aby se s ním mohli přijít rozloučit i kanadští občané. Veřejné projevy lítosti a soustrasti byly nesmírně hluboké a ve svém rozsahu naprosto nevídané. Trudeau po sobě zanechal bývalou ženu Margaret, syny Justina a Alexandra a dceru Sarah, o kterou pečoval společně s partnerkou Deborah Coyneovou. Během státního pohřbu přednesl jeho syn Justin pochvalnou vzpomínkovou řeč, která následně přiměla většinu médií ke spekulacím o možné budoucnosti Justina Trudeaua ve vrcholné politice.

## Manželství a potomci
Čtvrtého března 1971 se premiér Trudeau oženil s dvaadvacetiletou Margaret Sinclairovou. Margaret porodila tři děti: 25. prosince 1971 syna Justina, 25. prosince 1973 syna Alexandra a 2. října 1975 syna Michaela (říjen 1975 – listopad 1998). Manželský pár se stal objektem ohromného zájmu médií, a to ještě před mediálně vděčným rozchodem v roce 1977. Rozvodové řízení bylo ukončeno v roce 1984 a Trudeau se tak stal prvním kanadským premiérem, který se po rozvodu stal otcem samoživitelem. V roce 1991 se Trudeau stal znovu otcem, když jeho partnerka porodila dceru Sarah. Byla to Trudeauova první a jediná dcera. S Deborah Coyneovou se nikdy neoženil.

## Víra a duchovno
Pierre Trudeau byl vyznáním římský katolík a po celý život pravidelně chodil do kostela. Po většinu života se o své víře veřejně nevyjadřoval, ale v interview pro United Church Observer v roce 1971 prohlásil, že je věřící: „Věřím v posmrtný život, věřím v Boha a jsem křesťan.“ Trudeau zastával ten názor, že je lepší, aby si podmínky ve víře kladl sám sobě a ne, aby mu podmínky kladl někdo cizí. V tomto smyslu tak věřil, že je spíše protestantem, než katolíkem z dob, kdy vyrůstal.
Michael W. Higgins, bývalý ředitel školy St. Jerome se věnoval výzkumu Trudeauovy víry a vyznání a přišel na skutečnost, že Trudeauova víra v sobě zahrnovala tři různé katolické tradice. První tradici představovali Jezuité, kteří se starali o Trudeauovo vzdělání až do doby, než odešel na univerzitu. Trudeau velice rád na veřejnosti předváděl logické myšlení a umění argumentace spojené právě s touto tradicí. Druhým klíčovým vlivem pro Kanaďanovu víru byli Řád bratří kazatelů, resp. dominikánský řád. Podle Michela Gourgese, rektora Collége Dominicain philosophie et théologie, Trudeau sám sebe považoval za dominikána. Studoval filosofii pod vedením dominikánského kněze Louis-Marie Regise a po celý život se s ním přátelil – Regise přitom označoval za člověka, jenž „usměrňoval jeho víru a byl mu přítelem.“ Třetím prvkem Trudeauovy víry byl důraz na rozjímání, který Trudeau převzal z tradice benediktinů. Podle Higginse byl Trudeau přesvědčen o tom, že pro prožití plnohodnotného života je ústředním prvkem křesťanská meditace. Často proto hledal klid a útočiště od hektického politického života v katedrále Saint-Benoît-du-Lac v Quebeku a často navštěvoval také benediktinskou komunitu ve městě.
I přesto, že ve svých veřejných projevech nikdy nepoužíval teologické rétoriky tak, jako to dělala Margaret Thatcher nebo Tony Blair, ani rétoriky evangelické jako Jimmy Carter či George W. Bush, byla podle Higginse Trudeauova víra „všudypřítomnou, pevnou a určující součástí premiérova vnitřního života. V míře větší než malé jej vlastně charakterizovala.“

## Trudeaův odkaz
Asi nejtrvalejším Trudeauovým odkazem je jeho příspěvek ke kanadskému patriotismu a k národní hrdosti a víry Kanaďanů ve svou zem a v sebe samé, a ne v Kanadu jakožto jednu z mnoha částí Commonwealthu. Jeho role v tomto úsilí o národní uvědomění, a s tím spojené bitvy s Quebeckem o jednotu Kanady, udržovaly jeho politickou pozici i v dobách, kdy čelil největším krizím či nevoli. Zůstává tak nejvíce vzpomínaným a zmiňovaným aspektem Trudeauových funkčních období.
Někteří považují hospodářskou politiku Trudeauových vlád za největší slabinu. Inflace a nezaměstnanost sužovala většinu jeho vlád. Když Trudeau v roce 1968 nastupoval do premiérského úřadu, Kanada měla státní dluh v hodnotě 18 miliard kanadských dolarů (24 % HDP) – dluh byl pozůstatkem zejména z období druhé světové války. Když Trudeau premiérský post opouštěl o šestnáct let později, dluh již dosahoval 200 miliard kanadských dolarů (46 % HDP). Jednalo se o nárůst o 83 %. Je však nutno podotknout, že podobná situace byla v tomto období k vidění také ve většině západoevropských zemí a také ve Spojených státech amerických.
I když se jeho popularita v době ukončení politické kariéry pohybovala v anglofonní části Kanady dost nízko, veřejná podpora postupně opět narostla, a to především díky nepopularitě jeho následovníka, Briana Mulroneyho.

### Trudeau a kanadská Ústava
Jedním z nejtrvalejších Trudeauových počinů je změna kanadské Ústavy z roku 1982, jež zahrnula dodatky k některým vnitřním záležitostem země a také Listinu základních práv a svobod. Právě tento akt z roku 1982 je považován za důležitý posun v Kanadě v oblasti občanských práv a svobod a je považován za stavební kámen hodnot, jež dnes pro Kanaďany zosobňují Kanadu a její společnost. Změna ústavy rovněž pro Trudeaua znamenala poslední krok v jeho liberální vizi plně nezávislé Kanady jako národního státu, založeného na základních lidských právech, ochraně občanských svobod a také svobod a práv jazykových a kulturních menšin. Různé rozsudky soudů, založené na výkladu Listiny základních práv a svobod směřovaly k pokrokům v oblasti rovnosti pohlaví, pomáhaly k založení frankofonních školních rad v anglofonních provinciích jako jsou Saskatchewan či Alberta, a v neposlední řadě nařídily celonárodní uzákonění sňatků párů stejného pohlaví. Sekce č. 35 Ústavy také vyjasnila některé záležitosti v oblasti rovnoprávnosti a základních práv původních obyvatel, přičemž obnovila dříve odepřená práva Métisů. Sekce č. 15, zabývající se rovnoprávností, byla využívána jako prostředek pro nápravu společenské diskriminace minoritních skupin obyvatel.Propojení přímých i nepřímých vlivů a dopadů pozměněné Ústavy dospělo do takového stavu, že má dnes Ústava vliv prakticky na veškeré oblasti života kanadských občanů.
Ústava, pozměněná Trudeauem v roce 1982, byla následně podrobena kritice kanadskými konzervativci, kteří poukazovali zejména na chybějící systém brzd a vah v době, kdy soudy začaly získávat více moci než volení zástupci a vláda. Tvrdili, že změna ústavy přinesla přílišnou aktivitu a angažovanost kanadské justice. Ústava je rovněž kritizována quebeckými nacionalisty, kteří nelibě nesou skutečnost, že ústava nebyla nikdy schválena žádnou quebeckou vládou a také v sobě neobsahuje možnost ústavního veta pro provincii Quebec.

### Bilingvismus (dvojjazyčnost)
Trudeauovou vládou uzákoněný bilingvismus zůstává jedním z nejviditelnějších úspěchů: zaveden byl ve všech sférách federální vlády a službách, dokumentech a veřejném vysílání (s výjimkou New Brunswicku a Ontaria však bilingvismus ve veřejném vysílání nebyl zaveden). I přesto, že oficiální zavedení bilingvismu vyřešilo některé z potíží, kterým frankofonní obyvatelstvo Kanady čelilo, mnoho frankofonních občanů věřilo, že zákon umožní, aby byli Kanaďané schopni komunikovat ve svém oficiálním jazyce, ať už budou kdekoli na území země.
Avšak právě v této oblasti byly Trudeauovy ambice poněkud přeceňovány. Trudeau sám při jedné příležitosti prohlásil, že se mu termín „bilingvismus“ tak úplně nezamlouvá vzhledem k tomu, že může konotovat povinnost Kanaďanů mluvit dvěma jazyky. Ve skutečnosti si Trudeau představoval Kanadu jako jakousi bilingvní konfederaci, kde by každá kultura měla své plnoprávné místo. Právě tímto způsobem Trudeau posouval svoji koncepci dál – dál za pouhé řešení situace a vztahu mezi Quebekem a zbytkem Kanady.

### Kulturní odkaz
Až na pár provozovatelů muzeí si asi už jen málokdo pamatuje, jaké nesmírné úsilí Trudeau vyvíjel v posledních letech vlády v souvislosti s umístěním Národní galerie a Kanadského muzea civilizace do vhodných prostor. Trudeaův kabinet rovněž přijal zákony, jež nařizovaly, aby byl obsah filmů a vysílání více kanadský a aby poskytl značné prostředky na rozvoj kanadských médií a průmyslových aktivit spojených s kulturou. Tyto intervence jsou sice dodnes považovány za kontroverzní, ale faktem zůstává, že od doby, kdy se Trudeau stal premiérem, šla úroveň kanadských médií nahoru a média se stala ekonomicky stabilnějšími.
Na druhou stranu však byl Trudeau kritizován za degradaci či dokonce snahu o vymazání rozsáhlých úseků kanadské kulturní historie ve prospěch vládních programů a také za zneužití státních médií pro tyto účely.

### Odkaz v západních provinciích
V provinciích na západ od Ontaria nejsou vzpomínky na Trudeaua tak pozitivní, jako je tomu ve zbytku anglofonní Kanady. Na západě je totiž považován za původce „odcizení se Západu.“ Důvodů pro tento názor je mnoho a některé z nich jsou spíše ideologického rázu. Řada Kanaďanů odmítala zavedení bilingvismu a vnímala Trudeauovy počiny jako snahu o posun země od jejích historických tradic a vazeb a také výrazněji politicky nalevo. Právě takovéto vnímání a pocity byly nejčastější na západě Kanady. Další příčiny „odcizení se Západu“ jsou pak spíše regionálního rázu. Mnoha obyvatelům západní Kanady se zdálo, že programy Trudeauovy vlády upřednostňují provincie Ontario a Quebec na úkor západních částí země. Nejvýraznějším takovým programem byl Národní energetický plán (NEP), který, podle názoru obyvatel kanadského západu, neoprávněně upíral západním provinciím ekonomické výhody a zisky z jejich zásob ropy a zemního plynu a naopak z těchto zisků hradil celonárodní sociální programy a přesouval peníze z těchto regionů do chudších oblastí Kanady. Podobné názory nejsilněji rezonovaly v Albertě, provincii bohaté na zásoby ropy.
Dvě události, týkající se Trudeaua, pak jasně ilustrují celou situaci kolem „odcizení se Západu“. Během návštěvy v Saskatoonu, v provincii Saskatchewan v červenci 1969, se Trudeau setkal se skupinou farmářů, protestujících proti pasivitě federální vlády při prodeji jejich pšenice. Jednomu z nich Trudeau odpověděl: „Proč bych zrovna já měl prodávat vaši pšenici? Vždyť je to vaše pšenice.“ O pár let později, během průjezdu premiérova vlaku městem Salmon Arm v Britské Kolumbii Trudeau vystrčil okýnkem prostředníček směrem ke skupině protestujících. Zapomíná se však na to, že Trudeauova otázka v Saskatoonu byla pouze řečnická a následovala po ní dlouhá řeč premiéra, osvětlující složitou roli vlády jakožto zprostředkovatele při prodeji kanadské pšenice na světovém trhu. Podobně se zapomíná také na skutečnost, že demonstranti v Salmon Arm na premiéra pokřikovali nehorázná protifrancouzská a protiquebecká hesla.

### Trudeaův odkaz ve vztahu s Quebekem
Vnímání počinů, jež Trudeau pro Quebek udělal, je přinejmenším různorodé. Mnoho obyvatel oceňuje Trudeauovo zvládnutí Říjnové krize, jež nakonec vedlo k eliminaci FLQ jakožto relevantní síly v provincii, a jež zavedlo quebecký separatismus na demokratickou a mírovou cestu. Na druhou stranu je však premiérovo vyhlášení stanného práva – schváleného tehdy v parlamentu drtivou většinou – dodnes některými vnímáno jako útok na kanadskou demokracii. Trudeaua si také mnoho Kanaďaňů spojuje s neúspěchem quebeckého referenda v roce 1980.
Na federální úrovni Trudeau za dobu svého vládnutí nemusel čelit téměř žádné silné politické opozici z Quebeku. Ve federálních volbách v roce 1980 například Trudeauova Liberální strana v Quebeku získala 74 z celkových 75 quebeckých mandátů. Na úrovni samotné provincie však quebečtí občané dvakrát zvolili Stranu Quebeku, jež prosazovala osamostatnění provincie. V té době navíc ani na federální úrovni neexistovala žádná politická strana, která by bojovala za suverenitu Quebeku. Od změny Ústavy v roce 1982 se již Liberální straně nikdy nepodařilo v Quebeku získat většinu hlasů a antipatie k Trudeauovi a jeho odkazu přetrvávají v médiích, v akademických kruzích a také v politické sféře. Zatímco tedy Trudeauova popularita v anglofonní Kanadě od roku 1984 rostla, v Quebecu zůstává i nadále nízká.

### Souhrn
Pierre Trudeau je dodnes pozitivně vnímán mnoha Kanaďany, ale ani po několika desítkách let od Trudeauovy rezignace se příliš nezměnil náhled politických protivníků na jeho osobu. Ve svojí autobiografii z roku 2007 kritizuje Brian Mulroney, Trudeaův následník a hlavní iniciátor Dohod z Lake Meech a z Charlottetownu, Trudeaův negativní postoj vůči těmto dohodám. Především Trudeauovo charizma a sebevědomé chování v roli kanadského premiéra a jeho snaha o posílení kanadské identity jsou často uváděny jako příčiny jeho přetrvávající popularity. Síla osobnosti, opovrhování politickými oponenty a nechuť ke kompromisu v některých oblastech z Trudeaua učinila „jednoho z nejobdivovanějších a zároveň nejnenáviděnějších kanadských premiérů.“ Trudeauovy volební úspěchy se dají ve 20. století srovnat pouze s úspěchy Mackenzie Kinga. Celkově je tak Trudeau jednou z nejvýraznějších a nejoriginálnějších postav kanadské politické historie. Trudeau je rovněž vítězem soutěže „Největší Kanaďan.“

## Vyznamenání
- Řád společníků cti – 4. července 1981
- společník Řádu Kanady – 24. června 1985[23]
- Medaile stříbrného výročí královny Alžběty II. – 1977[24]